# Berlin-Frohnau
Berlin-Frohnau [fʀoːˈnaʊ̯]  est l'un des onze quartiers de l'arrondissement de Reinickendorf dans la capitale allemande.

## Histoire
Frohnau est un projet de cité-jardin débuté en 1910. Il est intégré à Berlin en tant que quartier le 1er octobre 1920 à l'occasion de la réforme territoriale du Grand Berlin. Entre 1921 et 2001, il faisait partie du district de Reinickendorf, renommé Arrondissement de Reinickendorf en 2001.

## Population
Le quartier comptait 16 886 habitants le 1er janvier 2017 selon le registre des déclarations domiciliaires, c'est-à-dire 2 165 hab./km2.